# 德国图书奖
德国图书奖（德語：Deutscher Buchpreis） 于2005年创立，每年 10 月由德国图书贸易协会在法兰克福书展期间颁发给年度最佳德语小说，这些书籍在德国、奥地利和瑞士出版，由出版商提名。获胜者将获得25000欧元的奖金，而入围的五位作者每人将获得2500 欧元。

## 获奖者
| 年份 | 获奖者 | 获奖者                        | 作品                                   | 入围候选人 |
| ---- | ------ | ----------------------------- | -------------------------------------- | --- |
| 2005 |        | 奥地利 阿尔诺·盖格尔          | 《我们过得还行》                       | 德国 丹尼尔·克尔曼，《测量世界》 · 德国 托马斯·莱尔，42 · Gert Loschütz ， Dunkle Gesellschaft · Gila Lustiger，So sind wir · Friederike Mayröcker， Und ich schüttelte einen Liebling |
| 2006 |        | 德国 卡特琳娜·哈克            | 《空房间》                             | 德国 托马斯·赫特谢， Woraus wir gemacht sind · Ingo Schulze， Neue Leben · 德国 萨沙·斯坦尼西奇，《士兵如何修理留声机》（ Wie der Soldat das Grammofon repariert） · 德国 伊利亚·托亚诺，《世界搜藏家》 · 德国 马丁·瓦尔泽， Angstblüte                                                                      |
| 2007 |        | 德国 尤莉娅·弗兰克            | 《午间女人》                           | Thomas Glavinic， Das bin doch ich · 奥地利 米歇尔·柯麦尔， Abendland · Katja Lange-Müller， Böse Schafe · 德国 马丁·莫泽巴赫，《月亮与姑娘》 · Thomas von Steinaecker， Wallner beginnt zu fliegen |
| 2008 |        | 德国 乌韦・特尔坎普           | 《塔》                                 | Dietmar Dath， Die Abschaffung der Arten · 德国 舍尔克·法塔，《黑暗船》（ Das dunkle Schiff） · Iris Hanika， Treffen sich zwei · 瑞士 罗尔夫·拉佩特，《游泳回家》（ Nach Hause schwimmen） · Ingo Schulze， Adam und Evelyn                                                                                 |
| 2009 |        | 德国 卡特琳·施密特            | 《你不会死》 （Du stirbst nicht）      | Rainer Merkel， Lichtjahre entfernt · 德国 赫塔·米勒，《呼吸秋千》 · 德国 诺伯特·朔伊尔， Überm Rauschen · 奥地利 克莱门斯·J·塞茨， Die Frequenzen · 德国 施益坚，《边境行走》（ Grenzgang） |
| 2010 |        | 瑞士 梅琳达·纳吉·阿波尼       | 《鸽子起飞》                           | Jan Faktor， Georgs Sorgen um die Vergangenheit oder im Reich des heiligen Hodensack-Bimbams von Prag · 德国 托马斯·莱尔， September. Fata Morgana · Doron Rabinovici， Andernorts · Peter Wawerzinek， Rabenliebe · Judith Zander， Dinge, die wir heute sagten                                             |
| 2011 |        | 德国 欧根·鲁格                | 《光芒渐逝的年代》                     | 德国 岩·布兰特，《对抗这世界》（Gegen die Welt） · 德国 米歇尔·布泽尔迈耶尔，《温西德尔》( Wunsiedel) · 德国 安格丽卡·克吕森多夫，《女孩》（ Das Mädchen） · 德国 西碧拉·莱维查洛夫，《布鲁门贝格》 · 奥地利 玛林妮·施特蕾卢威茨，《制造痛苦的女人》（ Die Schmerzmacherin）                                 |
| 2012 |        | 德国 乌尔苏拉·克莱谢尔        | 《地方法院》 （Landgericht)            | 德国 恩斯特·奧古斯丁，《鲁滨逊的蓝色房子》（ Robinsons blaues Haus） · 德国沃尔夫冈·赫伦多夫，《沙》 · 奥地利 克莱门斯·J·塞茨，《神祕靛熱》（ Indigo） · 德国 施益坚，《离心旋转》（ Fliehkräfte） · Ulf Erdmann Ziegler，《无白》（ Nichts Weißes）                                                         |
| 2013 |        | 匈牙利 特雷西娅·莫拉          | 《巨人》 （Das Ungeheuer)              | 德国 米尔科·波讷，《寂夜不再》（ Nie mehr Nacht） · 德国 莱茵哈德·伊尔格，《无人留守地球》（ Nichts von euch auf Erden） · 德国 克莱门斯·迈耶尔，《岩石中》( Im Stein) · 德国 玛丽昂·波什曼，《日位》（ Die Sonnenposition） · 德国 莫妮卡·蔡纳尔，《科摩上空群星罗布》（ Die Ordnung der Sterne über Como） |
| 2014 |        | 德国 卢茨·赛勒                | 《克鲁索》                             | 德国 托马斯·赫特谢，《孔雀岛》（ Pfaueninsel） · 德国 安格丽卡·克吕森多夫，《四月》（ April） · 瑞士 盖特露德·洛伊滕艾格，《惊惶之春》（Panischer Frühling） · 德国 托马斯·梅勒，《3000欧元》（ 3000 Euro） · 奥地利 海因里希·施泰因费斯特，《万物勘察者》（ Der Allesforscher）                             |
| 2015 |        | 德国 弗兰克·魏泽尔            | 《1969年夏一位躁郁症少年创立了红军党》 | 德国 珍妮·埃彭贝克，《去，去了，去过》 · 瑞士 罗尔夫·拉佩特，《越过冬季》（ Über den Winter） · 德国 英格尔·玛丽亚·马尔克，《随你们》（ Wie Ihr wollt） · 德国 乌尔里希·佩尔策，《更好的生活》（ Das bessere Leben） · 瑞士 莫妮卡·施维特，《其他中之一》（ Eins im Andern）                                 |
| 2016 |        | 德国 博多·基尔希霍夫          | 《遇见》 （Widerfahrnis)               | Reinhard Kaiser-Mühlecker， Fremde Seele, dunkler Wald · André Kubiczek， Skizze eines Sommers · 德国 托马斯·梅勒，《背向世界》（ Die Welt im Rücken） · Eva Schmidt， Ein langes Jahr · Philipp Winkler， Hool                                                                                              |
| 2017 |        | 奥地利 罗伯特·梅纳瑟          | 《首都》 （Die Hauptstadt)             | 德国 格哈德·福克纳，《罗密欧或朱丽叶》（ Romeo oder Julia） · 奥地利 法兰佐伯，《梅杜莎竹筏》 · 德国 托马斯·莱尔，《沉睡之阳》（ Schlafende Sonne） · 德国 玛丽昂·波什曼，《松岛》 · 德国 莎夏·玛莉纳·萨斯曼，《梦寐所求》                                                                                   |
| 2018 |        | 德国 英格尔·玛丽亚·马尔克     | 《群岛》 （Archipel)                   | 德国 玛利亚·西西莉亚·巴贝塔，《照亮这暗夜》（ Nachtleuchten） · 德国 马克西姆·比勒，《六只箱子》（ Sechs Koffer） · 德国 尼诺·哈拉蒂奇维利，《猫与将军》（ Die Katze und der General） · 德国 苏珊娜·霍克尔，《鸟神》 · 德国 施益坚，《蛮夷的上帝》（ Gott der Barbaren）                                    |
| 2019 |        | 德国 萨沙·斯坦尼西奇          | 《我从哪里来》                         | 奥地利 拉斐艾拉·埃德鲍尔，《流动的土地》 · 德国 米库·索菲·奎莫尔，《金缮》（ Kintsugi） · 奥地利 托尼奥·沙辛格，《与你们不同》（ Nicht wie ihr） · 德国 诺伯特·朔伊尔，《冬季蜂》 · 德国 杰姬·托马埃，《兄弟》                                                                                               |
| 2020 |        | 德国 安妮·韦伯                | 《安妮特》                             | Bov Bjerg，《长路蜿蜒》（Serpentinen） · Dorothee Elmiger，《制糖厂的故事》（Aus der Zuckerfabrik） · 德国 托马斯·赫特谢，《心路》（Herzfaden） · Deniz Ohde，《散射光》（Streulicht） · Christine Wunnicke，《女人和她手上的海娜纹身》（Die Dame mit der bemalten Hand）                                    |
| 2021 |        | 德国 安蒂婕·拉维克·斯特鲁贝尔 | 《蓝女》 （Blaue Frau)                 | Norbert Gstrein，《第二个雅各布》（Der zweite Jakob） Monika Helfer，《爸爸》（Vati） Christian Kracht，《欧洲垃圾》（Eurotrash） Thomas Kunst，《赞托沃的门把手》（Zandschower Klinken） Mithu Sanyal，《我是谁》（Identitti）                                                                              |
| 2022 |        | 瑞士 Kim de l'Horizon         | 《血书》 （Blutbuch)                   | Fatma Aydemir， Dschinns Kristine Bilkau， Nebenan Daniela Dröscher， Lügen über meine Mutter Jan Faktor， Trottel Eckhart Nickel， Spitzweg |